# Campeonato Mundial de Halterofilismo de 2011 - Até 105 kg masculino
A categoria até 105 kg masculino foi um evento do Campeonato Mundial de Halterofilismo de 2011, disputado na Disneyland Resort Paris, em Paris, na França, entre 11 e 12 de novembro de 2011. 

## Calendário
Horário local (UTC+1)
| Dia            | Horário | Fase    |
| -------------- | ------- | ------- |
| 11 de novembro | 16:30   | Grupo C |
| 12 de novembro | 11:30   | Grupo B |
| 12 de novembro | 19:00   | Grupo A |

## Medalhistas
| Evento    | Ouro                      | Ouro   | Prata               | Prata  | Bronze                  | Bronze |
| --------- | ------------------------- | ------ | ------------------- | ------ | ----------------------- | ------ |
| Arranque  | Khadzhimurat Akkaev (RUS) | 198 kg | Dmitry Klokov (RUS) | 196 kg | Gia Machavariani (GEO)  | 187 kg |
| Arremesso | Khadzhimurat Akkaev (RUS) | 232 kg | Dmitry Klokov (RUS) | 232 kg | Oleksiy Torokhtiy (UKR) | 229 kg |
| Total     | Khadzhimurat Akkaev (RUS) | 430 kg | Dmitry Klokov (RUS) | 428 kg | Oleksiy Torokhtiy (UKR) | 410 kg |

## Recordes
Antes desta competição, o recorde mundial da prova era o seguinte:
| Recorde         | Tipo      | Atleta               | Peso   | Local  | Data                 |
| Recorde Mundial | Arranque  | Andrei Aramnau (BLR) | 200 kg | Pequim | 18 de agosto de 2008 |
| Recorde Mundial | Arremesso | Alan Tsagaev (BUL)   | 237 kg | Kiev   | 25 de abril de 2004  |
| Recorde Mundial | Total     | Andrei Aramnau (BLR) | 436 kg | Pequim | 18 de agosto de 2008 |

## Resultado
Os resultados foram os seguintes. 
| Pos.              | Atleta                     | Grupo | Peso   | Arranque (kg) | Arranque (kg) | Arranque (kg) | Arranque (kg)     | Arremesso (kg) | Arremesso (kg) | Arremesso (kg) | Arremesso (kg)    | Total |
| Pos.              | Atleta                     | Grupo | Peso   | 1             | 2             | 3             | Resultado         | 1              | 2              | 3              | Resultado         | Total |
| ----------------- | -------------------------- | ----- | ------ | ------------- | ------------- | ------------- | ----------------- | -------------- | -------------- | -------------- | ----------------- | ----- |
| Medalha de ouro   | Khadzhimurat Akkaev (RUS)  | A     | 104.44 | 190           | 195           | 198           | Medalha de ouro   | 222            | 228            | 232            | Medalha de ouro   | 430   |
| Medalha de prata  | Dmitry Klokov (RUS)        | A     | 104.60 | 187           | 192           | 196           | Medalha de prata  | 220            | 225            | 232            | Medalha de prata  | 428   |
| Medalha de bronze | Oleksiy Torokhtiy (UKR)    | A     | 104.27 | 176           | 181           | 185           | 5                 | 220            | 229            | 229            | Medalha de bronze | 410   |
| 4                 | Gia Machavariani (GEO)     | A     | 104.00 | 180           | 184           | 187           | Medalha de bronze | 212            | 218            | 222            | 6                 | 409   |
| 5                 | Bartłomiej Bonk (POL)      | A     | 104.25 | 185           | 190           | 190           | 4                 | 215            | 221            | 221            | 7                 | 406   |
| 6                 | Navab Nassirshalal (IRI)   | A     | 103.91 | 175           | 180           | 185           | 6                 | 211            | 211            | 223            | 5                 | 403   |
| 7                 | Kim Chul-min (KOR)         | A     | 104.62 | 172           | 178           | 178           | 11                | 213            | 221            | 224            | 4                 | 396   |
| 8                 | Mikhail Audzeyeu (BLR)     | A     | 104.71 | 175           | 180           | 180           | 7                 | 210            | 210            | 215            | 11                | 395   |
| 9                 | Sergey Istomin (KAZ)       | A     | 104.41 | 178           | 182           | 182           | 8                 | 210            | 215            | 221            | 10                | 393   |
| 10                | Mohammad Reza Barari (IRI) | A     | 104.56 | 170           | 175           | 175           | 14                | 211            | 221            | 221            | 8                 | 391   |
| 11                | Ivan Efremov (UZB)         | A     | 103.35 | 175           | 180           | 185           | 10                | 215            | 221            | 222            | 9                 | 390   |
| 12                | Kornel Czekiel (POL)       | B     | 104.99 | 168           | 172           | 172           | 12                | 202            | 207            | 214            | 12                | 386   |
| 13                | Jorge Arroyo (ECU)         | B     | 101.47 | 175           | 175           | 175           | 9                 | 200            | 205            | 210            | 14                | 385   |
| 14                | Artūrs Plēsnieks (LAT)     | B     | 104.15 | 163           | 168           | 168           | 16                | 207            | 212            | 216            | 13                | 380   |
| 15                | Mohamed Hosny (EGY)        | B     | 104.83 | 170           | 170           | 170           | 15                | 205            | 210            | 215            | 15                | 380   |
| 16                | Davit Gogia (GEO)          | B     | 104.21 | 167           | 167           | 171           | 13                | 200            | 205            | 208            | 16                | 376   |
| 17                | Robby Behm (GER)           | C     | 104.68 | 156           | 160           | 163           | 20                | 191            | 196            | 200            | 18                | 360   |
| 18                | Tornike Kokaia (AZE)       | B     | 104.04 | 157           | 162           | 162           | 22                | 195            | 199            | 200            | 17                | 357   |
| 19                | Lukáš Kožienka (SVK)       | B     | 102.48 | 153           | 158           | 160           | 21                | 197            | 198            | 198            | 19                | 356   |
| 20                | Julio Luna (VEN)           | B     | 103.93 | 155           | 155           | 160           | 17                | 195            | 202            | 202            | 22                | 355   |
| 21                | Donny Shankle (USA)        | B     | 104.07 | 160           | 160           | 160           | 18                | 195            | 195            | 210            | 23                | 355   |
| 22                | Kévin Bouly (FRA)          | C     | 103.05 | 149           | 154           | 159           | 25                | 188            | 194            | 198            | 20                | 352   |
| 23                | Modestas Šimkus (LTU)      | B     | 104.36 | 160           | 160           | —             | 19                | 185            | 192            | 198            | 26                | 352   |
| 24                | Žygimantas Stanulis (LTU)  | C     | 96.45  | 155           | 160           | 163           | 23                | 191            | 191            | 196            | 21                | 351   |
| 25                | Yang Chih-yu (TPE)         | C     | 104.33 | 150           | 155           | 158           | 24                | 185            | 193            | 196            | 25                | 348   |
| 26                | Niusila Opeloge (SAM)      | C     | 104.73 | 150           | 155           | 155           | 27                | 195            | 195            | 203            | 24                | 345   |
| 27                | Jorge García (CHI)         | C     | 103.77 | 146           | 151           | 151           | 26                | 180            | 186            | 190            | 27                | 337   |
| 28                | Ben Watson (GBR)           | C     | 97.84  | 135           | 140           | 145           | 28                | 155            | 160            | 165            | 28                | 300   |
| —                 | Ferenc Gyurkovics (HUN)    | B     | 104.79 | —             | —             | —             | —                 | —              | —              | —              | —                 | —     |
| DSQ               | Vladimir Sedov (KAZ)       | B     | 94.65  | 175           | 180           | 183           | —                 | 205            | 210            | 210            | —                 | —     |
| DSQ               | Libor Wälzer (CZE)         | C     | 104.44 | 155           | 160           | 160           | —                 | 191            | 195            | 195            | —                 | —     |